# Micronycteris sanborni
Micronycteris sanborni (Simmons, 1996) è un pipistrello della famiglia dei Fillostomidi diffuso nell'America meridionale.

## Descrizione

### Dimensioni
Pipistrello di piccole dimensioni, con la lunghezza totale tra 55,5 e 65 mm, la lunghezza dell'avambraccio tra 32 e 34 mm, la lunghezza della coda tra 12 e 14 mm, la lunghezza del piede tra 8 e 9 mm, la lunghezza delle orecchie tra 19 e 21 mm e un peso fino a 8 g.

### Aspetto
La pelliccia è corta. Le parti dorsali sono marroni con la base dei peli bianca, mentre le parti ventrali sono bianche. Il muso è allungato, la foglia nasale è ben sviluppata, lanceolata e con la porzione anteriore saldata al labbro superiore soltanto alla base, mentre sul labbro inferiore è presente un cuscinetto carnoso a forma di V. Le orecchie sono grandi, ovali, ricoperte di peli lungo il margine anteriore e unite sulla testa da una membrana ben sviluppata con un profondo incavo centrale. Il trago è corto, triangolare e con un piccolo incavo alla base del margine posteriore. La coda è lunga circa la metà dell'ampio uropatagio. Il calcar è lungo come il piede. Il cariotipo è 2n=28 FNa=50.

### Ecolocazione
Emette ultrasuoni sotto forma di impulsi di breve durata a frequenza modulata iniziale tra 75,6 e 104 kHz, finale tra 51,8 e 68,8 kHz e con massima energia a circa 74 kHz. È sempre presente una seconda armonica.

## Biologia

### Comportamento
Si rifugia probabilmente all'interno di grotte.

### Alimentazione
Si nutre di insetti.

## Distribuzione e habitat
Questa specie è conosciuta negli stati brasiliani dell'Amazonas, Ceará, Minas Gerais, Piauí, Tocantins, Mato Grosso do Sul, Sergipe, Paraíba, Bahia, Pernambuco e nella Bolivia centro-occidentale.
Vive nei boschi umidi, nel cerrado e caatinga.

## Conservazione
La IUCN Red List, considerato che ci sono ancora poche informazioni circa l'estensione del proprio areale, lo stato della popolazione, le minacce e i requisiti ecologici, classifica M.sanborni come specie con dati insufficienti (DD).